# Ibañez Racing
Ibañez Racing anciennement appelée Ibañez Racing Service est une écurie de sport automobile française.

## Historique
En 2009, lors des 1 000 kilomètres de Silverstone, l'écurie marque ses tout premiers points dans le championnat Le Mans Series. La Courage LC75 pilotée par José Ibañez, Frédéric Da Rocha et William Cavailhès se classe septième de la catégorie LMP2.
La même, lors des 1 000 kilomètres du Nürburgring, la Courage LC75 de l'écurie, remporte le Michelin Green X Challenge.
En 2015, l'écurie engage deux Oreca 03R en European Le Mans Series dans la catégorie LMP2,,. Mis janvier, l'écurie organise quatre jours d'essais sur le circuit de Motorland Aragon,.
La même année, l'écurie participe aux 24 Heures du Mans. Une seule Oreca 03R est engagé pour les pilotes : Pierre Perret, Ivan Bellarosa et José Ibañez. L'équipage se hisse au huitième rang de la catégorie et à la seizième place du classement général,,.
Début septembre, l'écurie déclare forfait pour les 4 Heures du Castellet.